# Parque Olímpico del Centenario
El Parque Centenario o Parque Olímpico del Centenario (Centennial Olympic Park en inglés) es un parque público de 85.000 metros cuadrados ubicado en el centro de la ciudad estadounidense de Atlanta. Operado por el Georgia World Congress Center Authority, fue construido como parte de las mejoras de infraestructura para los Juegos Olímpicos de 1996. El parque también alberga varios conciertos y festivales a lo largo del año.

## Historia
El terreno del parque era una zona olvidada de la ciudad hasta que el comité organizador de los Juegos Olímpicos de 1996 (en cabeza de su presidente, Billy Payne) decidió revitalizar el sector convirtiéndolo en un lugar de reunión para disfrute de residentes y visitantes durante y después de los juegos.
Los ciudadanos de Atlanta respondieron con entusiasmo. Los costos para la construcción del parque (aproximadamente 75 millones de dólares) fueron financiados con donaciones privadas. El parque fue inaugurado en julio de 1996, a tiempo para los Olímpicos. Las celebraciones en el parque durante las Olimpiadas fueron empañadas por un atentado terrorista que mató a 2 personas e hirió a otras 111.
Después de la Olimpiada, una gran parte del parque fue cerrada por remodelaciones. El parque se volvió a abrir en marzo de 1998. En la actualidad, el parque sirve como legado de los Juegos Olímpicos de 1996, ayudando a revitalizar el desarrollo residencial y comercial en la ciudad.

## Ubicación
El parque está en el centro de Atlanta y está rodeado de importantes sitios turísticos de la ciudad, entre ellos el Acuario de Georgia, el Mundo de Coca-Cola, el Centro de Noticias de la cadena televisiva CNN y el Centro por los Derechos Civiles y Humanos.

## Atracciones
El parque cuenta con senderos peatonales y amplias zonas verdes. Además cuenta con las siguientes atracciones (nombres originales entre paréntesis):
- Portal de los Sueños (Gateway of Dreams): Escultura en homenaje a Pierre de Coubertin, fundador de los Juegos Olímpicos Modernos.[4]

- Planeta Andrógino (Androgyne Planet): Creada por el escultor español Enric Pladevall, es una escultura que representa la continuidad de los Juegos Olímpicos y el espíritu de unidad internacional.[4]

- Legado Paralímpico (Paralympic Legacy): Monumento en homenaje a los Juegos Paralímpicos de 1996.[4]

- Colcha de las Naciones (Quilt of Nations): Plazoleta que rinde homenaje a los 197 países que compitieron en las Olimpiadas de 1996.[4]

- Colcha del Espíritu Olímpico (Quilt of Olympic Spirit): Plazoleta que rinde tributo a los deportistas que compitieron en las Olimpiadas de Atlanta.[4]

- Colcha de los Orígenes (Quilt of Origins): Plazoleta presidida por una escultura que sigue simbólicamente la progresión de los atletas, desde la antigua Grecia hasta la actualidad.[4]

- Colcha del Recuerdo (Quilt of Remembrance): Esta plazoleta tiene un mosaico de piedras provenientes de distintas partes del mundo para honrar a los muertos y heridos del atentado terrorista de 1996.[4]

- Colcha de los Sueños (Quilt of Dreams): Esta plazoleta conmemora el proceso para traer los Juegos Olímpicos a Atlanta.[4]

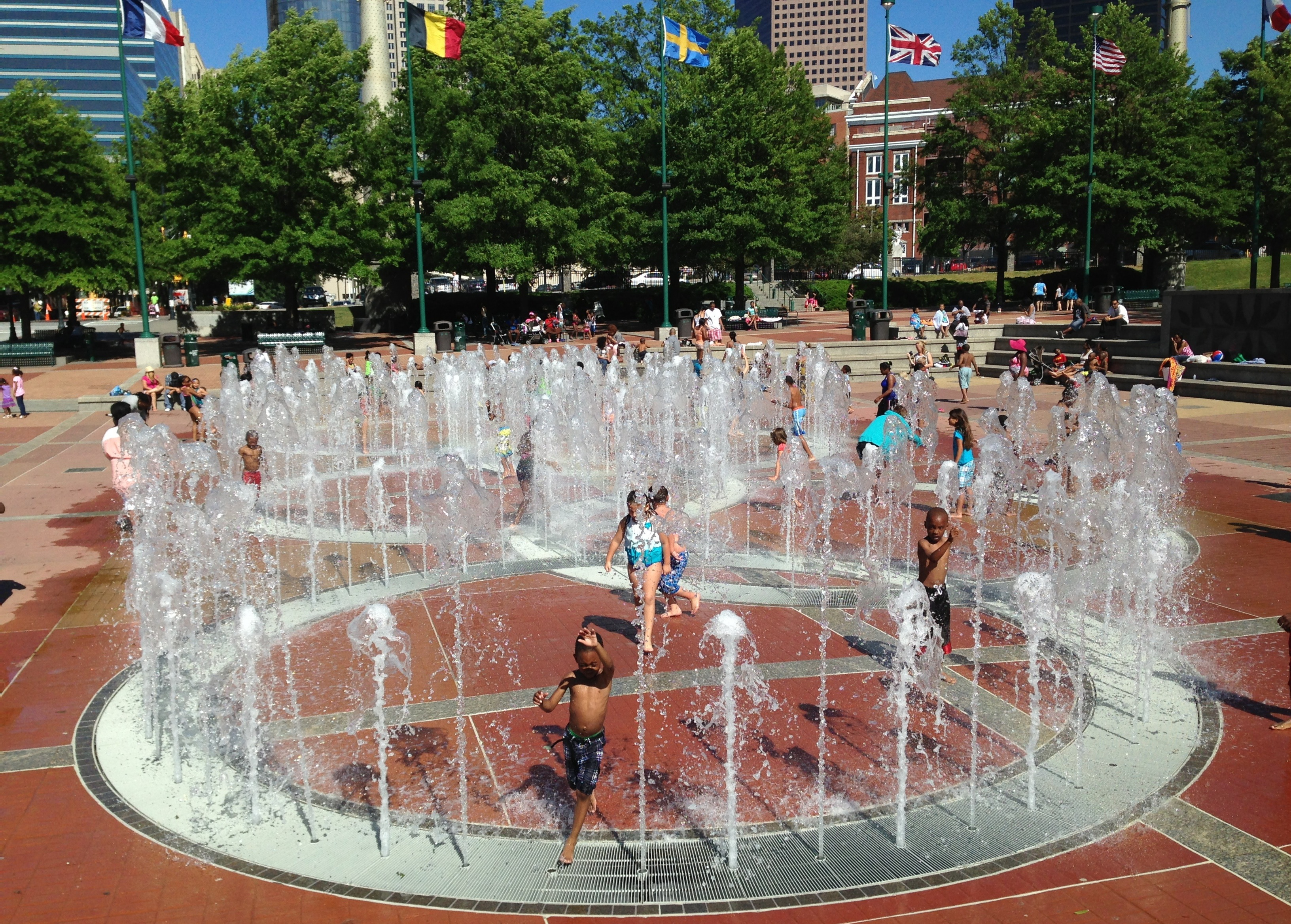
Fuente de los Anillos en acción

- Plaza Centenario (Centennial Plaza): De 100 metros cuadrados, está rodeada por las banderas de 23 países, en representación de las ciudades que albergaron los Juegos Olímpicos anteriores a los de Atlanta. También está rodeada por 8 torres de 19 m conocidas como Torres de Hermes, llamadas así por el dios greco-romano Hermes o Mercurio. Estas torres son reproducciones estilizadas de indicadores que guiaban a los antiguos griegos a sitios públicos.[4]

- Fuente de los Anillos (Fountain of Rings): Es una fuente interactiva con la forma del emblema Olímpico. Está armonizada con luces y efectos de sonido, todo ello sincronizado con música.[2][5] Esta fuente tiene más de 250 chorros de agua, cada uno de ellos alcanzando 10 m de alto. Cada anillo mide 8 m de diámetro.[6] Este espectáculo de agua, luz y sonido se lleva a cabo 4 veces al día.[4]

- Anfiteatro Southern Company (Southern Company Amphitheater): Anfiteatro al aire libre, con capacidad para 1200 personas.[4]

- Sky View Atlanta: Instalada en julio de 2013, es una rueda de la fortuna (o noria) de 61 m de altura, desde la cual se puede tener una vista panorámica del parque y sus alrededores. Cuenta con 42 góndolas cerradas.[5]

Además de todo esto, hay mensajes grabados en el pavimento, de parte de los donantes que contribuyeron con dinero para la construcción del parque.